# マリア・サンフォード
マリア・ルイーズ・サンフォード（英: Maria L. Sanford、1836年12月19日-1920年4月21日）はアメリカ合衆国の教育者である。

## 伝記
サンフォードはコネチカット州セイブルックで生まれた。教育に対するその愛情は若いときから始まった。16歳で既に郡内の昼間学校で教えていた。コネチカット師範学校を授業料には持参金を使って卒業した。地元でさらには全国的な教育者の仲間入りを果たし、ペンシルベニア州チェスター郡の学校の校長や監督者になり、1871年から1880年はスワースモア大学の歴史学教授を務めた。大学の教授職に指名された女性としては最も早い部類に属した。ミネソタ大学がその教員職を提案した時、張り切ってその職に就いた。
ミネソタ大学に在職した期間（1880年-1909年）、サンフォードは修辞学と雄弁術の教授であり、文学や歴史を講義した。女性の権利を主張する者であり、黒人教育を支持し、成人教育の概念を開拓し、父母教師会の設立人になった。しかし、著名なことはその晩年まで普通選挙には抵抗したことだった。また、そのまだ若い州の環境保存と美化運動の指導者でもあった。アメリカ合衆国中を回り、1,000回以上の愛国的演説を行い、その中でも最も有名なものは「アメリカ独立戦争の娘達」全国大会で行った「国旗に対するアポストロフィ」という力強い演説だった。
サンフォードは1920年4月21日、83歳で死んだ。その年の6月、ミネソタ大学はサンフォードの栄誉を称えて記念集会を開いた。ミネソタ州ミネアポリスの学校にはマリア・サンフォード中学校（現在はサンフォード中等学校）と名付けられたものがある。ミネソタ州モンテビデオの小学校もマリア・L・サンフォード小学校と名付けられた。サンフォードは「北の星の州（ミネソタ州のこと）で最も愛された女性」と呼ばれた。
第二次世界大戦の1943年に就航したリバティ船SSマリア・サンフォードはサンフォードに因んで名付けられた。1958年、ミネソタ州はワシントンD.C.アメリカ合衆国議会議事堂の国立彫像ホール・コレクションにサンフォードの青銅像を寄贈した。